# Гібсонвілл (Північна Кароліна)
Гібсонвілл (англ. Gibsonville) — місто (англ. town) в США, в округах Ґілфорд і Аламанс штату Північна Кароліна. Населення — 8920 осіб (2020).

## Географія
Гібсонвілл розташований за координатами 36°5′54″ пн. ш. 79°32′31″ зх. д. / 36.09833° пн. ш. 79.54194° зх. д. (36.098300, -79.542015).  За даними Бюро перепису населення США в 2010 році місто мало площу 9,08 км², з яких 9,05 км² — суходіл та 0,03 км² — водойми.

## Демографія
Згідно з переписом 2010 року, у місті мешкало 6410 осіб у 2584 домогосподарствах у складі 1804 родин. Густота населення становила 706 осіб/км².  Було 2798 помешкань (308/км²).
Расовий склад населення:
| - 79,4 % — білих - 14,6 % — чорних або афроамериканців - 1,1 % — азіатів - 0,2 % — корінних американців - 0,1 % — вихідців з тихоокеанських островів - 3,1 % — осіб інших рас |

До двох чи більше рас належало 1,5 %. Частка іспаномовних становила 5,9 % від усіх жителів.
За віковим діапазоном населення розподілялося таким чином: 25,2 % — особи молодші 18 років, 63,3 % — особи у віці 18—64 років, 11,5 % — особи у віці 65 років та старші. Медіана віку мешканця становила 38,4 року. На 100 осіб жіночої статі у місті припадало 86,0 чоловіків;  на 100 жінок у віці від 18 років та старших — 81,5 чоловіків також старших 18 років.
Середній дохід на одне домашнє господарство  становив 65 674 долари США (медіана — 52 044), а середній дохід на одну сім'ю — 76 140 доларів (медіана — 64 306). Медіана доходів становила 40 374 долари для чоловіків та 34 086 доларів для жінок. За межею бідності перебувало 12,1 % осіб, у тому числі 10,0 % дітей у віці до 18 років та 21,5 % осіб у віці 65 років та старших.
Цивільне працевлаштоване населення становило 3600 осіб. Основні галузі зайнятості: освіта, охорона здоров'я та соціальна допомога — 31,5 %, роздрібна торгівля — 15,0 %, науковці, спеціалісти, менеджери — 11,6 %, будівництво — 9,4 %.